# Herpesviridae

Virusets beståndsdelar: lipidhölje med utstickande höljeproteiner, tegument, och virusets genom omgivet av en nukleokapsid.

Herpesviridae eller herpesvirus är en virusfamilj bestående av stora virus med linjärt dubbelsträngat DNA. Virusen har snarlik morfologi, fortplantning och delar förmågan att gå i latens hos värdorganismen för att senare blossa upp som återkommande infektion. Familjens medlemmar infekterar människor och djur. Namnet herpes kommer av det grekiska ordet herpein som betyder "att krypa", syftande på att viruset orsakar klåda. 
Det proteinhölje, kapsid, som omger virusets DNA är ikosahedratl det vill säga består av 20 identiska enheter. Herpesvirus omges av ett lipidhölje. Mellan höljet och kapsiden har de ett amorft proteinmatrix som brukar kallas tegument. Herpesvirus är relativt stora virus, med 100-200 gener.
Virusfamiljen herpesvirus kan delas in i tre underfamiljer: alfa-, beta- och gammaherpesvirinae, även benämnda alfaherpesvirus, betaherpesvirus och gammaherpesvirus. 

## Herpesvirus hos människa
Det finns åtta (nio om man räknar både 6A och 6B) kända virus inom familjen herpesviridae som orsakar sjukdomar hos människor. 
- Alfaherpesvirus:
  - Herpes simplex-virus 1 (HSV-1) – orsakar herpes
  - Herpes simplex-virus 2 (HSV-2) – orsakar herpes
  - Herpes zoster – orsakar vattkoppor och bältros
- Gammaherpesvirus:
  - Epstein-Barr-virus (EBV) – orsakar körtelfeber
  - Humant herpesvirus 8 (HHV8) – orsakar Kaposis sarkom
- Betaherpesvirus:
  - Cytomegalovirus (CMV)
  - Humant herpesvirus 6 (HHV-6A och HHV-6B) - orsakar tredagarsfeber[5]
  - Humant herpesvirus 7 (HHV-7)